# Алботински скален манастир
А̀лботинският (Албутински) скален манастир е недействащ средновековен скален манастир.

## Местонахождение
Намира се на територията на архиерейско наместничество Кула, на Видинска епархия, в местността Алботин (Албутин) по течението на река Рабровска между селата Градец и Раброво, в близост и до село Делейна. До него се достига по стръмна, тясна песъчлива пътека, в чиято основа е изградена Хайдук чешма. Тъй като е лесно достъпен, в по-късни времена манастирът е служел за подслон на скотовъдци и каменоделци, и е бил ограбван от иманяри и вандализиран.

## История
Алботинският манастир е бил действащ през 14 век, за което свидетелстват запазени фрагменти от стенописи и надписи, и накитите (обеци, наушници, гривни), намерени в 29-те разкрити християнски гроба. Големият брой погребения на миряни наред с духовните лица сочи, че манастирът е бил почитано и желано място за покой на неговите дарители. Сред оскъдните исторически данни изпъква и споменаването на вече изчезналото село Алтовин в регистър на Видинската кааза от 1560 г.

## Архитектура
Манастирският комплекс е изграден във варовиковия масив от северната страна на реката на височина около 25 метра, като са използвани плитки естествени пещери и скални навеси, а допълнително са издълбани помещения и ниши с религиозни и битови функции.
Комплексът се състои от осем помещения, като манастирската църква е разположена в средния сектор, в най-вдлъбнатата част от извивката на скалния масив. Тя е трикорабна, ориентирана според канона от запад на изток, като южната и югозападната ѝ част са напълно унищожени. Наличието на баптистерий сочи, че в храмът е служел не само за монашески молитви, но и за обществени богослужения. В северозападната си част манастирът има втори етаж, където се намира второто по размери помещение след църквата, за което се предполага, че е служело за трапезария. В западната част се намират другите помещения от обителта — монашески килии, магерница, изба, складове. Личат и две издълбани щерни за вода.
Не е известно името на манастирския храм, но се предполага, че той е бил посветен на Възкресение Христово, заради запазилата се и до днешни дни традиция на втория ден на Великден в подножието на манастира да се правят събори и да се вият хор̀а за възпоминание на мъртвите. Обичаят е много почитан от власите, които идват с портретите на своите починали родственици и ги окачват по клоните на вековно дърво на поляната под манастира. Всяко от хора̀та, които се играят до обяд, е предназначено за отделен мъртвец, а следобед се играят хора̀ за живите. Българи и власи берат росен и раздават по стрък за всеки починал.

## Статут
Алботинският скален манастир е обявен за паметник на културата в „Държавен вестник“, №221 от 28 декември 1927 и в №100 от 26 декември 1969 година.